# Фюрст
Фюрст (нім. Fürst, порівн. з англ. first = перший) — вищий аристократичний титул Священної Римської імперії, зазвичай перекладається як «князь».
За часів Франкської держави та Священної Римської імперії фюрст стояв в ієрархії правління відразу після короля. До стану фюрстів належали герцоги, ландграфи, маркграфи, пфальцграфи, а також архієпископи і єпископи як духовні фюрсти.
У середньовіччі фюрсти брали участь у виборах короля, пізніше цей привілей перейшов лише до курфюрстів, а за фюрстами збереглося місце в Рейхстазі і право індивідуального голосу при прийнятті рішень (див. імперський князь).
Володіння фюрста іменуються князівством (нім. Fürstentum). У кожному німецькому князівстві був тільки один фюрст, його діти носили титули принців (у незалежних князівствах) або графів (в залежних князівствах).
З введенням Веймарської конституції в 1919 титули в Німеччині втратили своє значення в питаннях влади і збереглися лише як частина прізвища, що передається без змін у спадок.